# Eremias kavirensis
Eremias kavirensis là một loài thằn lằn trong họ Lacertidae. Loài này được Mozaffari & Parham mô tả khoa học đầu tiên năm 2007.